# Love Among the Ruins
Love Among the Ruins és un telefilm anglès dirigit per George Cukor, estrenat l'any 1975.

## Argument
Jessica Medlicott, gran dama del teatre anglès, contracta un dels més famosos advocats de Londres, Sir Arthur Glanville-Jones, per defensar-la d'una denúncia feta pel seu amant, més jove que ella, per ruptura de promesa de matrimoni. L'advocat resulta ser un antic pretendent encara enamorat d'ella...

## Repartiment
- Katharine Hepburn: Jessica Medlicott
- Laurence Olivier: Sir Arthur Glanville-Jones
- Colin Blakely: J.F. Devine
- Richard Pearson: Druce
- Joan Sims: Fanny Pratt
- Leigh Lawson: Alfred Pratt
- Gwen Nelson: Hermione Davis
- Robert Harris: el jutge
- Peter Reeves: la jove
- John Blythe: Tipstall
- Arthur Hewlett: l'uixer

## Premis
- Sis Emmy Award el 1975: 
  - George Cukor (millor direcció)
  - Katharine Hepburn (millor actriu)
  - Laurence Olivier (millor actor)
  - James Costigan (millor guió)
  - Carmen Dillon i Tessa Davies (millor direcció artística)
  - Margaret Furse (millor vestuari)